# 막시밀리안 2세 (바이에른)
바이에른의 막시밀리안 2세(독일어: Maximilian II, 1811년 11월 28일 ~ 1864년 3월 10일)는 바이에른 왕국의 제3대 국왕(재위: 1848년 ~ 1864년)이다. 루트비히 1세와 작센힐트부르크하우젠의 테레제 사이에서 장남으로 태어났다.
1842년 프로이센 호엔촐레른 왕가 출신의 공주 마리와 결혼해 두 아들의 아버지가 되었다. 1848년 강제 퇴위된 아버지의 뒤를 이어 바이에른의 국왕으로 즉위했다.
막시밀리안 2세는 즉위 전인 1832년 슈반슈타인 성을 사들여 1853년 호엔슈방가우 성으로 개축해서 바이에른 왕가의 여름 별장으로 사용했다.

## 자녀
| 사진 | 이름         | 생일            | 사망                   | 기타                           |
| ---- | ------------ | --------------- | ---------------------- | ------------------------------ |
|      | 루트비히 2세 | 1845년 8월 25일 | 1886년 6월 13일(40세)  | 바이에른 왕국 후임 국왕        |
|      | 오토         | 1848년 4월 27일 | 1916년 10월 11일(68세) | 바이에른 왕국 후임 국왕. 미혼. |

## 참고 문헌
- 시부사와 다쓰히코, 《역사 속의 이단자들》, 김향 역, 가람기획, 2006, ISBN 978-89-8435-258-2